# Perseguidos
Perseguidos (originalmente concebida como El Capo) es una telenovela mexicana producida por Estudios TeleMéxico para Imagen Televisión y Telemundo. Es una versión de la serie colombiana, El Capo. Como los perseguidos Mauricio Islas.

## Sinopsis
"El Capo" como los perseguidos (Mauricio Islas) José Vicente Solís Armenta es un delincuente perseguido por la justicia por sus delitos contra la humanidad. Al ser traicionado, las autoridades por fin logran seguirle el rastro y lo quieren vivo o muerto. Solís Armenta, en su camino de fuga, tiene que lidiar con su esposa a la que engañó, una de sus amantes que busca asesinarlo y una guardaespaldas que parece sucumbir a sus encantos. Ante este panorama adverso, José Vicente declara una guerra sin cuartel a las autoridades, pero descubre que la verdadera lucha es contra sí mismo y tal vez, el único camino de redención sea la muerte.

## Elenco

### Reparto principal
- Mauricio Islas - José Vicente Solís Armenta "El Capo"
- Irán Castillo - Sofía Casares
- Marisol del Olmo - María Guadalupe Luján Flores
- Sara Maldonado - Patricia "La Perrys" Arévalo
- Miguel Rodarte - Francisco "Pancho" Solís Armenta
- Gerardo Taracena - Gustavo "Tavo" Benítez
- Roberto Mateos - Director del CIN Hernán Molina
- Alejandro de la Madrid - Agente Raúl Uribe
- Plutarco Haza - Archibaldo Valencia / Ramón Lascuráin
- Claudio Lafarga - Sergio "Checo" Machadoeral Payró
- Julio Bracho - Señor H
- Javier Díaz Dueñas - General Segovia
- Mimi Morales - Valeria Buenrostro
- Ariane Pellicer - Doña Esperanza Armenta
- Eduardo Arroyuelo - Agente Barrales
- Danny Perea - Agente Paloma
- Valentina Acosta - Connie
- Isabel Burr - Camila Solís
- Ramón Medína - Sargento Granados
- Melissa Barrera - Laura Solis
- Jorge Lan - Brian
- Mario Loría - Teniente Monroe
- Ari Brickman - Palacios
- Verónica Merchant - Irene
- Miguel Martínez - Sicario
- Gustavo Sánchez Parra - Coronel Avilés
- Aarón Balderi - Ángel
- Mayra Rojas - Directora del CIN Elsa Pintado
- Fernando Gaviria - Elvin
- Mauricio Rousselon - Juan José "Jay" Solís
- Pablo Cruz Guerrero - Emiliano
- Carlos Ramírez Ruelas - Custodio Salcedo
- Ricardo Polanco - Eduardo Solís Armenta
- Sahit Sosa - José Vicente Solís Armenta "El Capo" (Joven)
- Arantza Ruiz - María Guadalupe Luján Flores (Joven)
- Adria Morales - Angélica.
- Fitzgerald Navarro Márquez - Francisco "Pancho" Solís Armenta (Joven)